# August Robatz
August Robatz (* 1757 in Krumau, Böhmen; † 4. Februar 1815 in Wien) war ein österreichischer Bildhauer.
Robatz war ein Gehilfe und Schüler Franz Anton Zauners. 1810 schuf er die Bildnisbüste Joseph Haydns für die Walhalla (Kat.-Nr. 76). Fälschlich lautet der Namenszug auf der Büste Heyden. Über den Verbleib einer für den gleichen Zweck geschaffenen Büste Kaiser Karls V. ist heute nichts mehr bekannt. Er arbeitete auch als Figurenbildhauer.